# Theodor Kroyer
Theodor Kroyer (* 9. September 1873 in München; † 12. Januar 1945 in Wiesbaden) war ein deutscher Musikwissenschaftler.

## Leben
Nach dem Abitur 1893 am Wilhelmsgymnasium München studierte Theodor Kroyer an der Ludwig-Maximilians-Universität München und an der Königlichen Akademie für Tonkunst in München. Er promovierte 1897 und habilitierte sich 1902 an der Universität München, an der er ab 1907 als nichtbeamteter außerordentlicher Professor lehrte.
Von 1920 bis 1923 war er Professor für Musikwissenschaft an der Universität Heidelberg, wo er sich besonders der Erforschung alter Musik widmete. Er wirkte dann als Ordinarius für Musik an der Universität Leipzig und war hier maßgeblich am Aufbau des Musikinstrumentenmuseums beteiligt. 1932 wurde er Professor für Musikwissenschaft an der Universität zu Köln, wo er bis zu seiner Emeritierung 1938 wirkte. Er begründete die bis 2002 fortgesetzte Musikwissenschaftliche Reihe Kölner Beiträge zur Musikforschung und war Herausgeber der ersten drei Bände. In der Reihe Denkmäler der Tonkunst in Bayern gab er den Band über Ludwig Senfl heraus, die von ihm besorgte Ausgabe der Studienpartitur von Mozarts Haffner-Sinfonie ist bis in die Gegenwart in Gebrauch. Er verfasste Biografien von Josef Rheinberger und Walter Courvoisier. Zu seinen Schülern zählten Karl Laux, Eugen Schmitz, Hans von Benda, Heinrich Strobel und Wolfgang Fortner.